# Richard LaGravenese
Richard LaGravenese (ur. 30 października 1959 w Brooklynie) – amerykański scenarzysta, producent i reżyser filmowy pochodzenia włoskiego. Najbardziej znany jako autor scenariusza do filmu Fisher King, za który otrzymał nominację do Oscara. Jest także autorem scenariusza do filmu Co się wydarzyło w Madison County, w 2007 napisał scenariusz i wyreżyserował melodramat P.S. Kocham cię.